# Stringimi forte, non lasciarmi andare
Stringimi forte, non lasciarmi andare (Friend of My Youth) è una raccolta di dieci racconti di Alice Munro, pubblicata per la prima volta nel 1990 dalla casa editrice canadese McClelland and Stewart. Nel 1990 la raccolta ha vinto il Trillium Book Award, premio letterario sponsorizzato dal governo della provincia dell'Ontario.

## Edizioni in italiano
- Alice Munro, Stringimi forte, non lasciarmi andare, traduzione di Gina Maneri e Anna Rusconi, La tartaruga, Milano 1998 ISBN 88-7738-281-3